# Dieter Keitel
Dieter Keitel (* 17. April 1941 in Rockstedt; † 4. November 2009 in Zeuthen) war ein deutscher Jazz-Schlagzeuger und Orchesterleiter.

## Leben und Wirken
Keitel lernte zunächst Klarinette und begann auf diesem Instrument 1955 eine Ausbildung an der Musikfachschule in Sondershausen. Da ein Mangel an Bewerbern auf dem Schlagzeug herrschte, wechselte er auf dieses. Dann studierte er an der Hochschule für Musik „Hanns Eisler“ Berlin und arbeitete zunächst im Tanzorchester Gloria. 
Ab 1962 war er Mitglied des Tanzorchesters Schwarz-Weiß unter Karl Meyer, bevor er 1966 zu Fips Fleischer wechselte, dessen Bigband er bis 1971 angehörte. Dann arbeitete er bei Friedhelm Schönfeld, anschließend bei Hannes Zerbe, Pascal von Wroblewsky und Reinhard Walter, mit denen er auch aufnahm. 1985 gründete er die Bigband Swinging Crew, die sich stilistisch an Woody Herman, Buddy Rich und Thad Jones/Mel Lewis orientierte und bis 1990 bestand. Daneben gehörte er zum Swing-Quartett Berlin um Hartmut Behrsing. Mit Hessels Ragtime Band spielte er seit 1994.
Keitel war außerdem langjähriger Begleiter der Schauspielerin und Sängerin Gisela May bei Konzerten mit Liedern von Bertolt Brecht und Erich Kästner.

## Diskographische Hinweise
- Friedhelm Schönfeld (Amiga, 1978; mit Aladár Pege, Wolfgang Weber)
- Hannes Zerbe Blechband (Amiga, 1984)
- Pascal von Wroblewsky Swinging Pool (Amiga, 1986)
- Weimar 1985 - 1.Jazztage der DDR (Amiga, 1986)
- Dieter Keitel Big Band The Swingin’ Crew (Amiga, 1988)

## Lexikalische Einträge
- Jürgen Wölfer: Jazz in Deutschland. Das Lexikon. Alle Musiker und Plattenfirmen von 1920 bis heute. Hannibal, Höfen 2008, ISBN 978-3-85445-274-4.
- Rainer Bratfisch: Freie Töne. Die Jazzszene in der DDR. Ch. Links, Berlin 2005